# جبل طويق
جبل طويق أحد أهم المعالم الجغرافية في الجزيرة العربية، وأحد أبرز المعالم الطوبوغرافية التي يمكن رؤيتها من الفضاء الخارجي، يقع في المملكة العربية السعودية، وهو قلب إقليم اليمامة التاريخي وإقليم نجد. اسم الجبل طويق تصغير لكلمة طوق وتصغير الأسماء لتمليحها عادة قديمة عند العرب. طويق من أقدم الآثار في نجد التي عرفها شعوب الجزيرة العربية منذ زمنٍ طويل فالحفريات الأثرية العالمية الجارية اليوم تحت إشراف الهيئة العامة للسياحة والتراث الوطني تغوص عميقًا حتى ما قبل التاريخ، لتكشف عن الكثير من التفاصيل المثيرة التي تتعلق بالهجرات الإنسانية القديمة، وتؤكد وجود قرى قديمة على امتداد جبال طويق. أعلى قمم حافة طُويق؛ قمة فريدة الشَّظْية الواقعة شمال غرب مدينة الحَريِق في منطقة الرياض، إذ يبلغ ارتفاعها نحو 1200 مترًا.

## الموقع والجغرافيا
هو عبارة عن هضبة ضيقة من الصخر الجيري ويمتد لما يقارب 800 كلم من صحراء نفود الثويرات في الزلفي شمالًا وحتى مشارف وادي الدواسر والربع الخالي جنوبًا على شكل قوس (أو «طوق» لأنه يطوّق ويحيط بمنطقة واسعة) يتجه طرفاه نحو الغرب. وتنحدر السفوح الشرقية لطويق بشكل تدريجي، بخلاف الجانب الغربي الذي ينقطع بشكل مفاجئ، وتنحدر على جانبه الشرقي عدة أودية أشهرها وادي حنيفة الذي تقع على ضفافه مدينة الرياض، كما تشقّه بشكل كامل من الغرب إلى الشرق أودية مثل وادي نساح ووادي الأوسط وشعيب لحاء.

## تاريخ
تركّزت معظم حواضر منطقة نجد تاريخيًا حول جبل طويق وعلى الأودية المنساحة على جوانبه منذ العصر الجاهلي. ويسمى الجبل تاريخيًا بـ«جبل العارض» أو «عارض اليمامة»، وظل هذا الاسم القديم معروفًا حتى العصور الحديثة، وعليه سميت منطقة العارض التي تشمل الرياض ومحافظة المزاحمية ومحافظة الحريق وحوطة بني تميم والدرعية وضرماء والعيينة وغيرها لوقوعها عليه، كما يشكل جبل طويق حاجزًا بين قرى سدير من الشرق وقرى الوشم من الغرب. يحتل وادي البطين الجزء الغربي من سلسلة طويق الشامخة.قال فيها الشاعر الجاهلي عمرو بن كلثوم:
كما تسمى أيضًا العارض، وورد في ذلك قول الشاعر:
وذلك إضافة إلى الاسم المعروف طويق الذي حفظه الشعر في البيت الذي يقول:
يختشم جبال طويق ضلع شامخ من الغرب يسمى خشم زبيدة.

## علاقة مشروع القدية بجبال طويق
- استوحى مشروع القِدّية شعاره من جبال طويق التي تقع ضمن نطاق المشروع.[6]
- توّفر منحدرات طويق الجبلية التي يصل ارتفاعها إلى 300 متر إطلالات بانورامية على مساحة شاسعة تبلغ أكثر من ضعف مساحة عالم ديزني في أورلاندو.
- تعطي جبال طويق مشاهد بصرية مختلفة للقدية، وتوفر تضاريسها أفكارا جديدة لفعاليات يتم تنفيذها ضمن المشروع.
- يراهن مشروع القدية على جبال طويق وتضاريسها في تقديم تجارب للزائرين أهمها: المغامرات الخارجية، الاستكشاف والتخييم، وتجارب الطبيعة.[7]

## مقولات شهيرة ارتبطت بجبال طويق
- همة السعوديين كجبل طويق ولا تنكسر. [الأمير محمد بن سلمان آل سعود][8]
- يا طويق.. كل الجبال تطيح من العين وأنت الذي تكبر. [الأمير بدر بن عبد المحسن][9]
- فأعرضت اليمامة واشمخرت.. كأسياف بأيدي مصلتينا  [عمرو بن كلثوم]
- يا جاثمًا بالكبرياءِ تَسَرْبَلا هلا ابتغيتَ مدى الزمانِ تحولا [عبد الله بن خميس][10]

## معرض صور

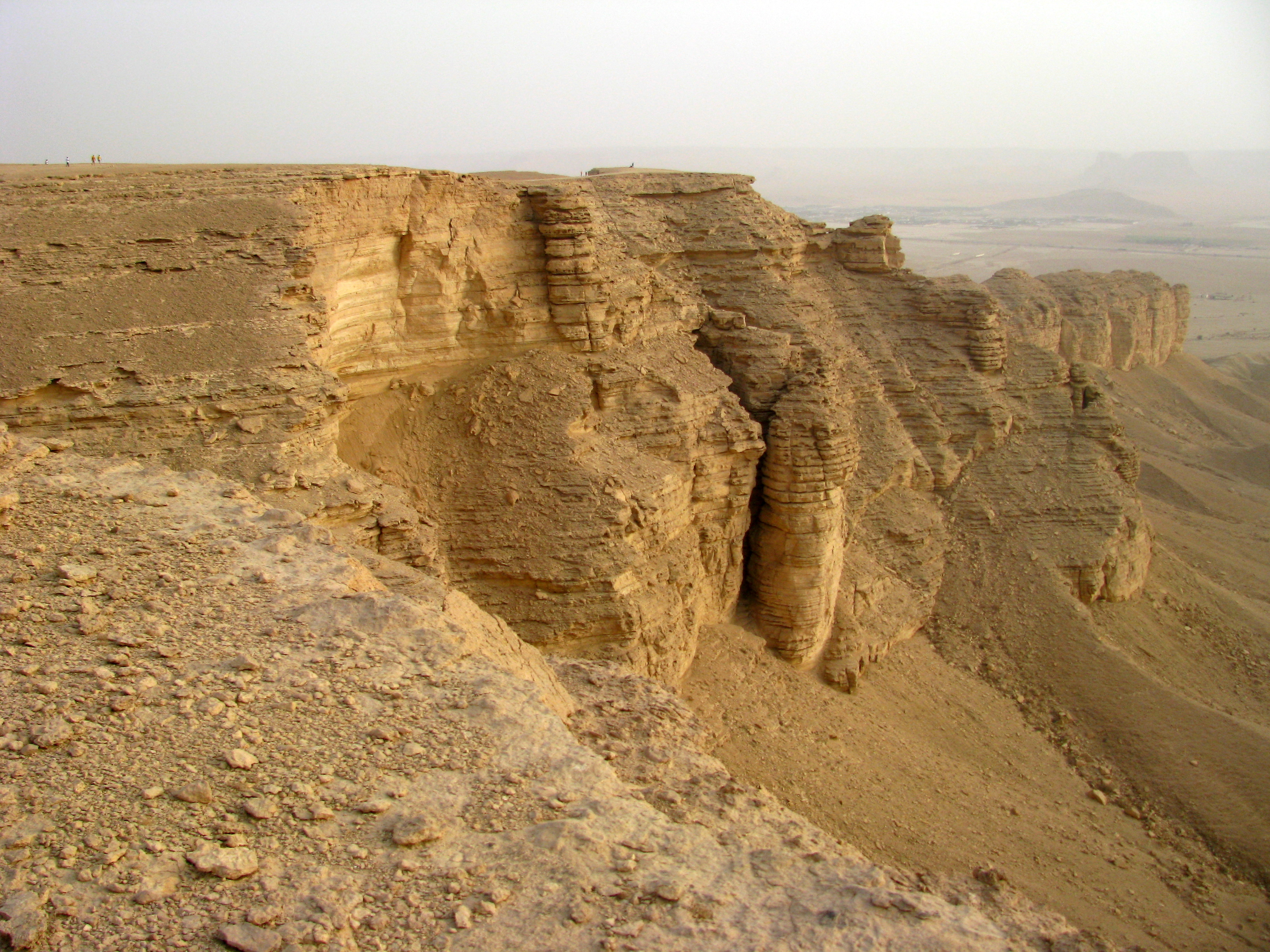
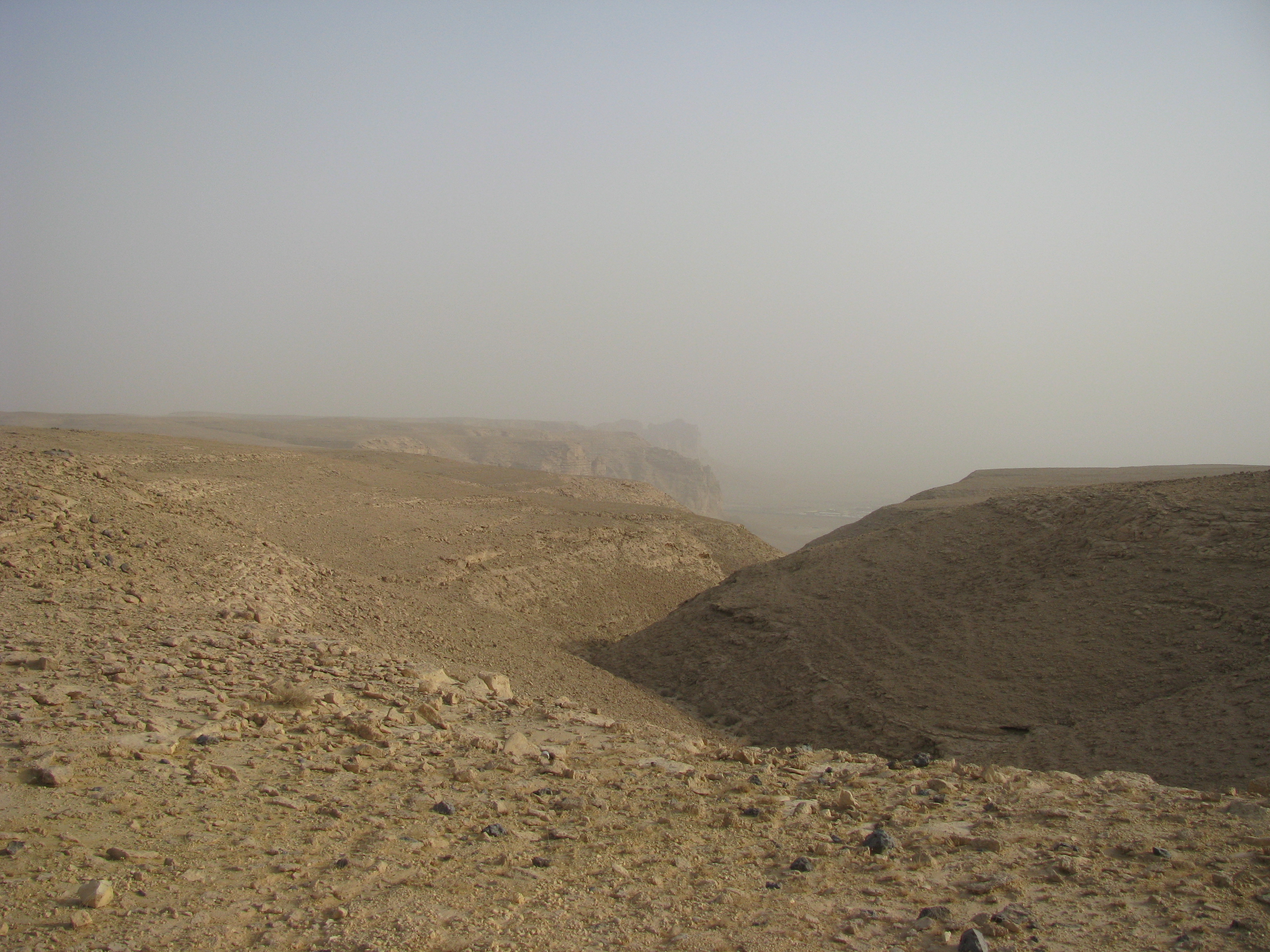
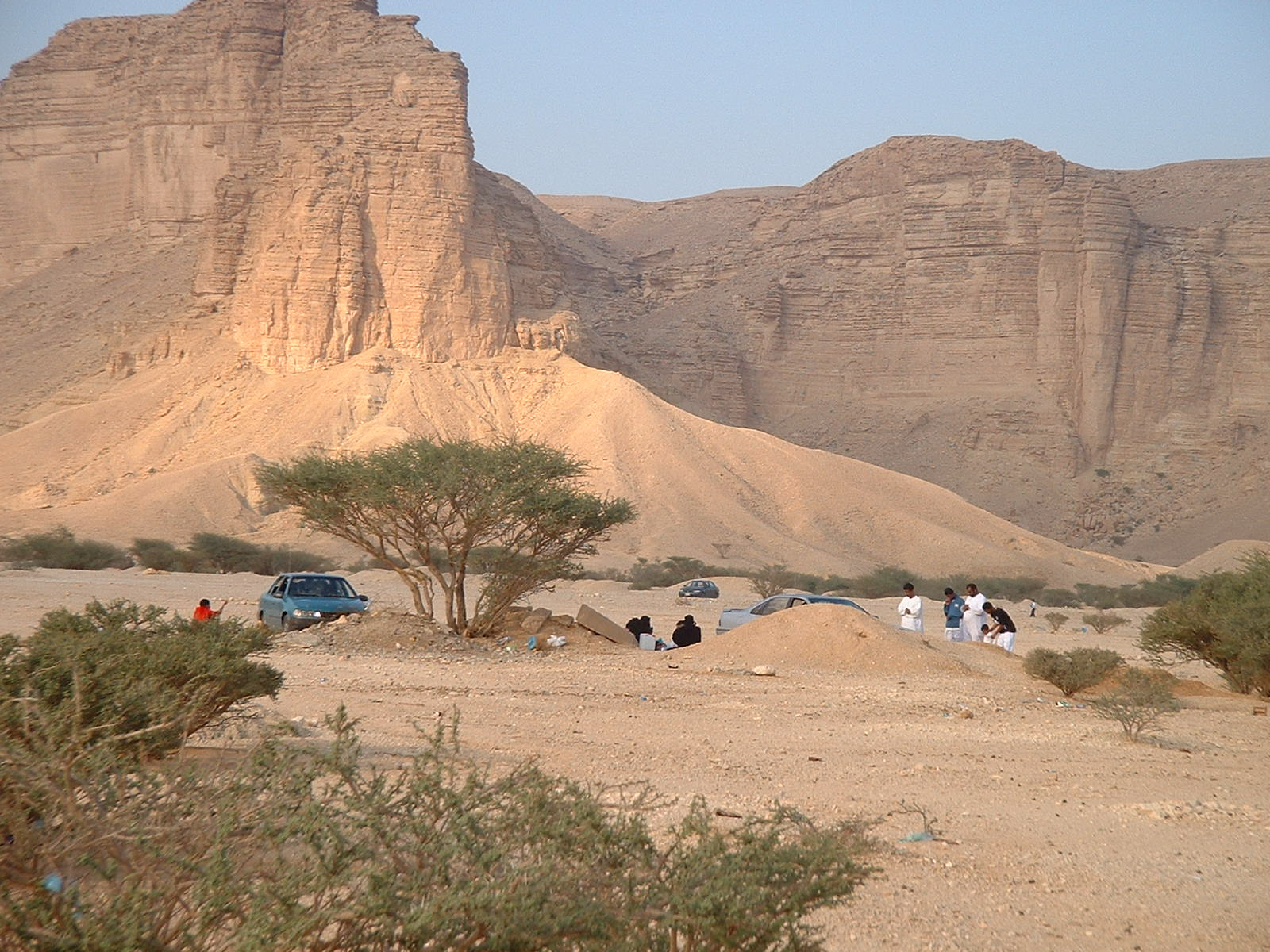
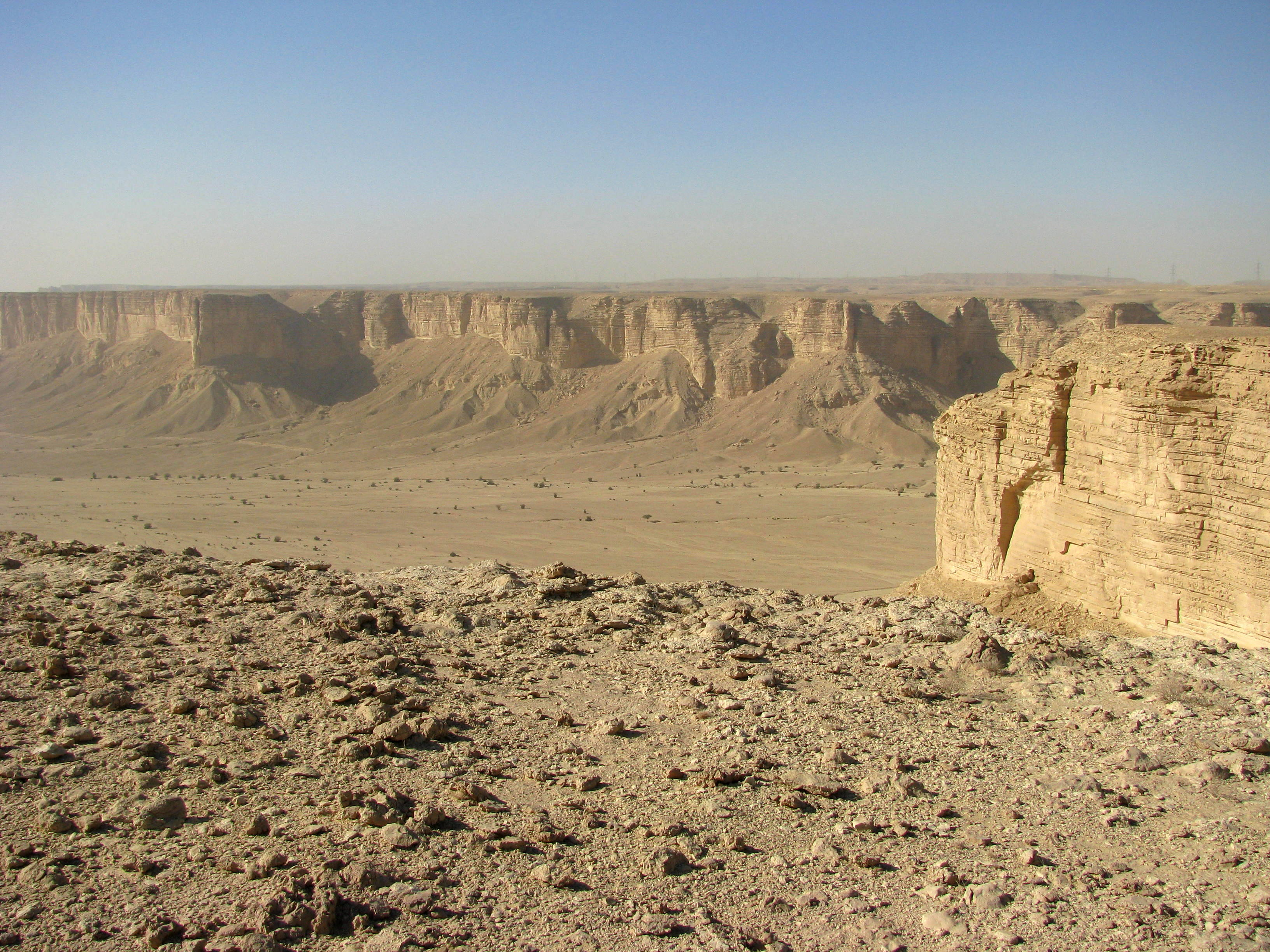